# Besni
Besni è una municipalità e un distretto di 36 000 abitanti nella provincia di Adıyaman, in Turchia.